# Арктик Вилиџ (Аљаска)
Арктик Вилиџ (енгл. Arctic Village) насељено је место без административног статуса у америчкој савезној држави Аљаска.

## Демографија
По попису из 2010. године број становника је 152, што је 0 (0,0%) становника више него 2000. године.
| Група                 | 2000.       | 2010.       |
| Амерички староседеоци | 131 (86,2%) | 135 (88,8%) |
| Белци                 | 12 (7,9%)   | 7 (4,6%)    |
| Афроамериканци        | 0 (0,0%)    | 0 (0,0%)    |
| Азијати               | 0 (0,0%)    | 0 (0,0%)    |
| Хиспаноамериканци     | 1 (0,7%)    | 0 (0,0%)    |
| Укупно                | 152         | 152         |